# Paralithodes californiensis
Paralithodes californiensis är en kräftdjursart som först beskrevs av James Everard Benedict 1895.  Paralithodes californiensis ingår i släktet Paralithodes och familjen trollkrabbor. Inga underarter finns listade i Catalogue of Life.

## Bildgalleri

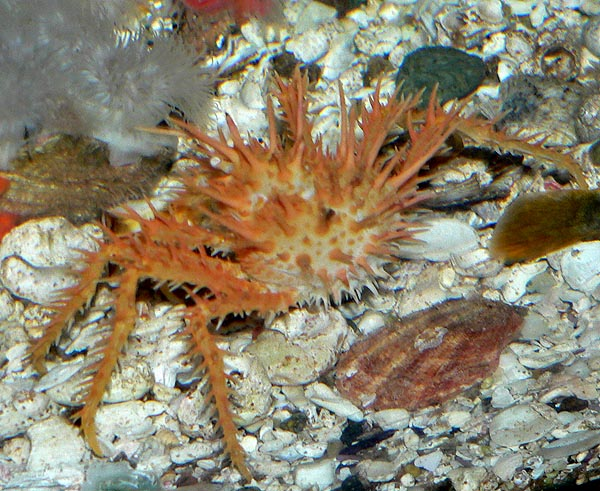
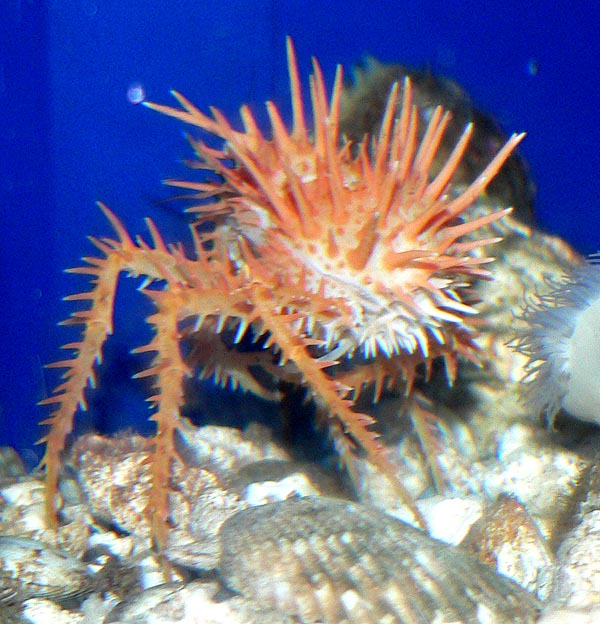
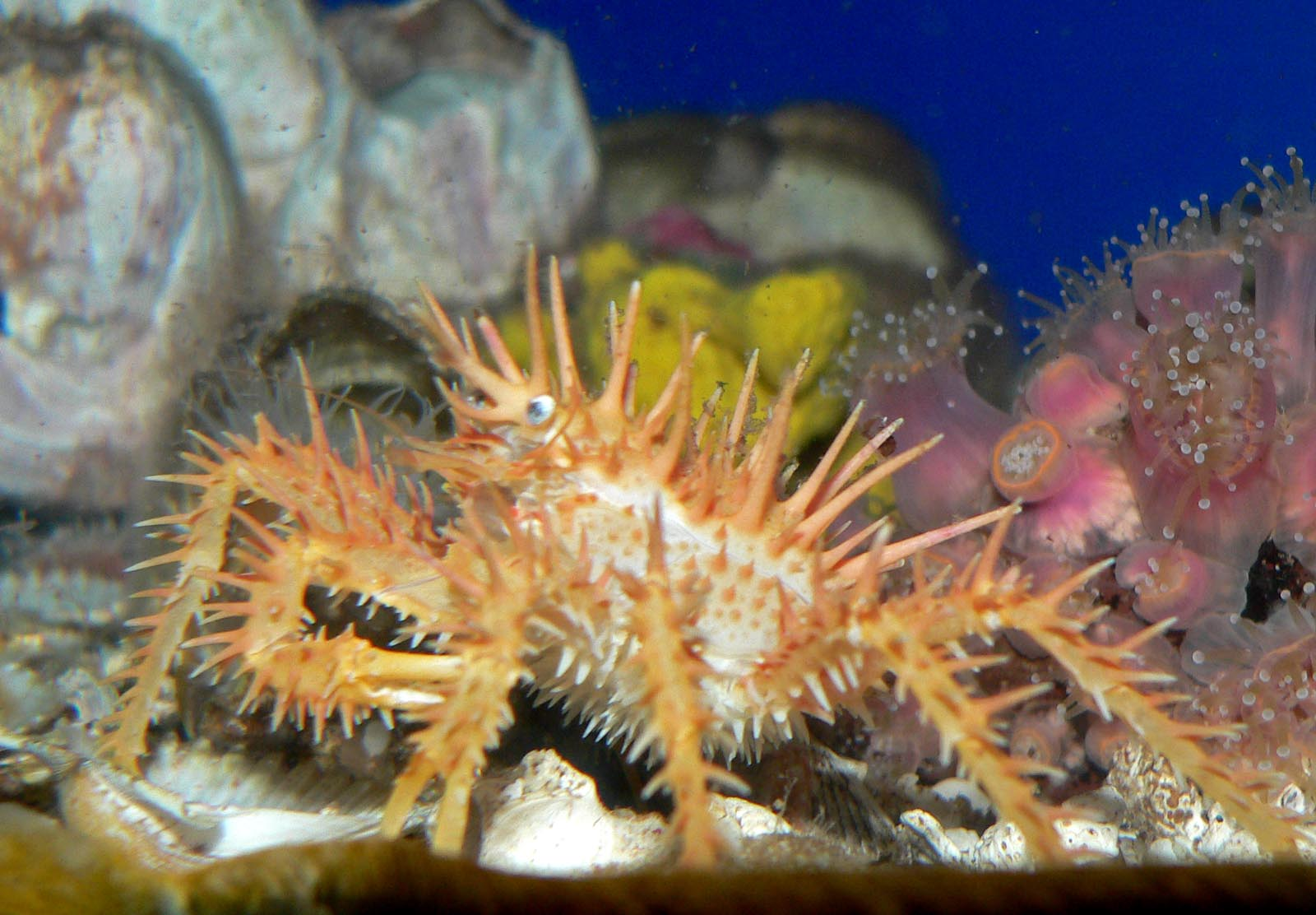
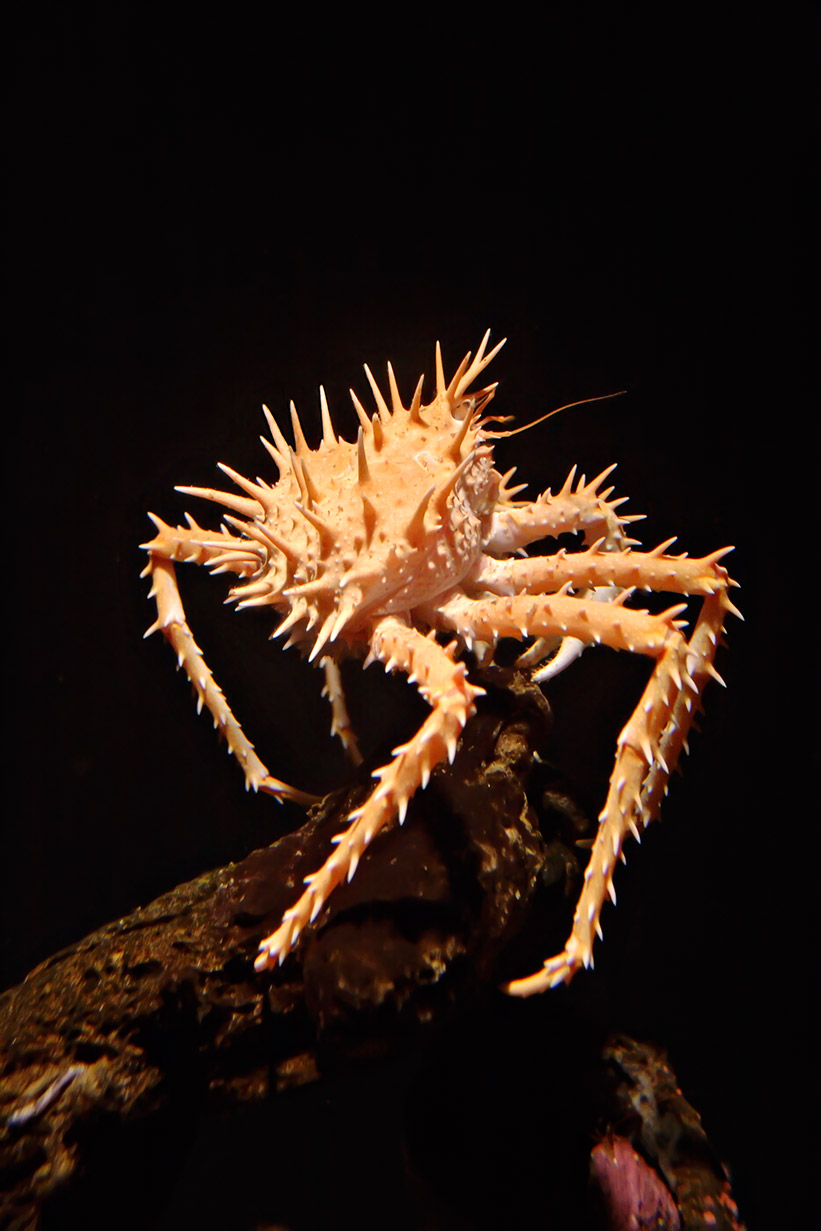